# Navas del Rey
Navas del Rey ist eine zentralspanische Gemeinde (municipio) mit 3.347 Einwohnern (Stand: 2024) im Westen der Autonomen Gemeinschaft Madrid. Zur Gemeinde gehört die Ortschaft El Morro.

## Lage
Navas del Rey liegt im Westen der Gemeinschaft Madrid ca. 58 km westlich von Madrid. Der Río Alberche begrenzt die Gemeinde im Süden und Südwesten.

## Bevölkerungsentwicklung
| 1930 | 1950 | 1970 | 1981 | 1991 | 2001 | 2011 | 2021 |
| ---- | ---- | ---- | ---- | ---- | ---- | ---- | ---- |
| 951  | 956  | 840  | 867  | 1031 | 1746 | 2682 | 3062 |

## Sehenswürdigkeiten
- Eugeniuskirche (Iglesia de San Eugenio Obispo) aus dem 18. Jahrhundert
- Burgruine (Castillo de Navas del Rey)
- Rathaus
- Ethnografisches Museum

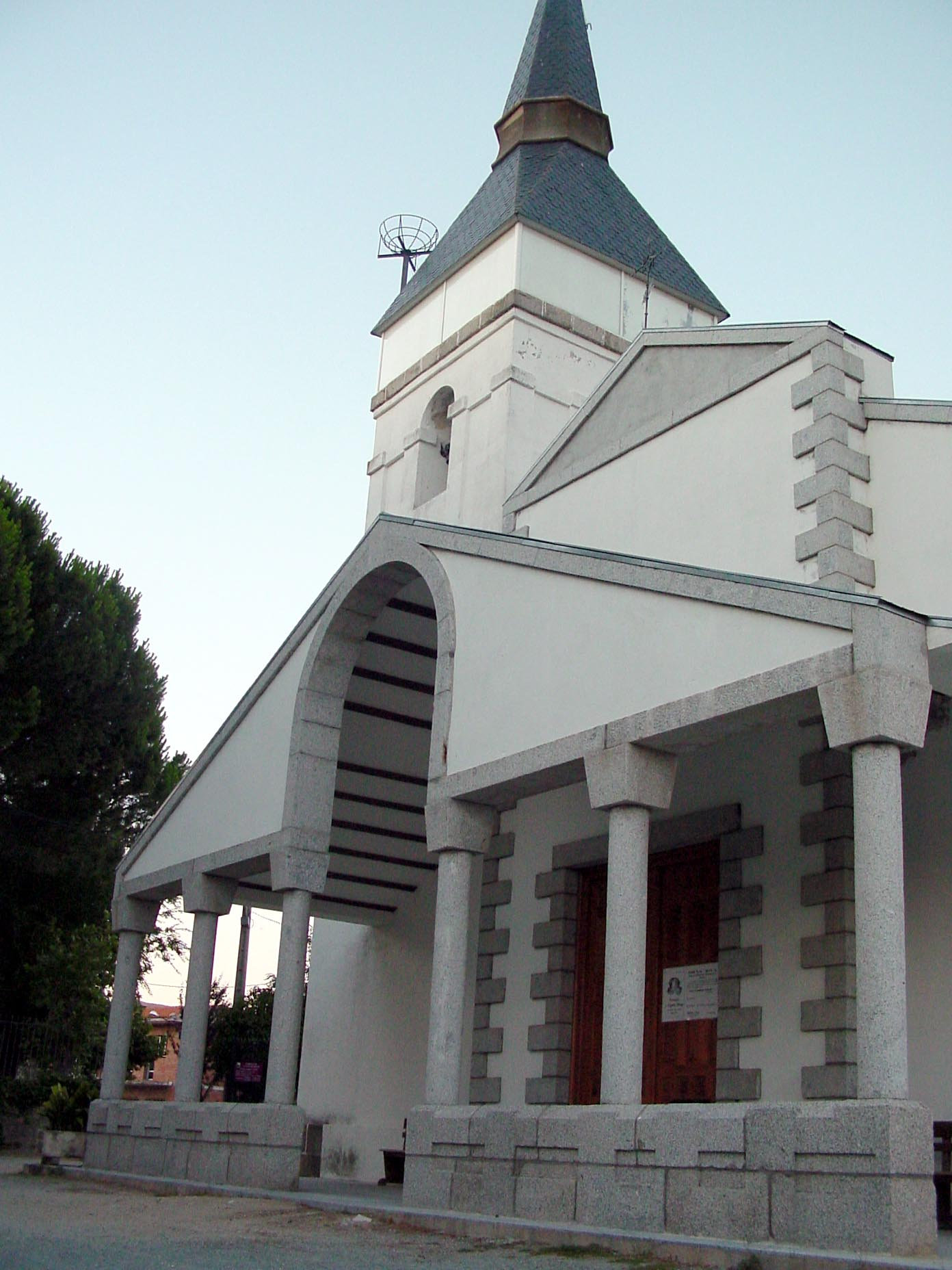
Eugeniuskirche
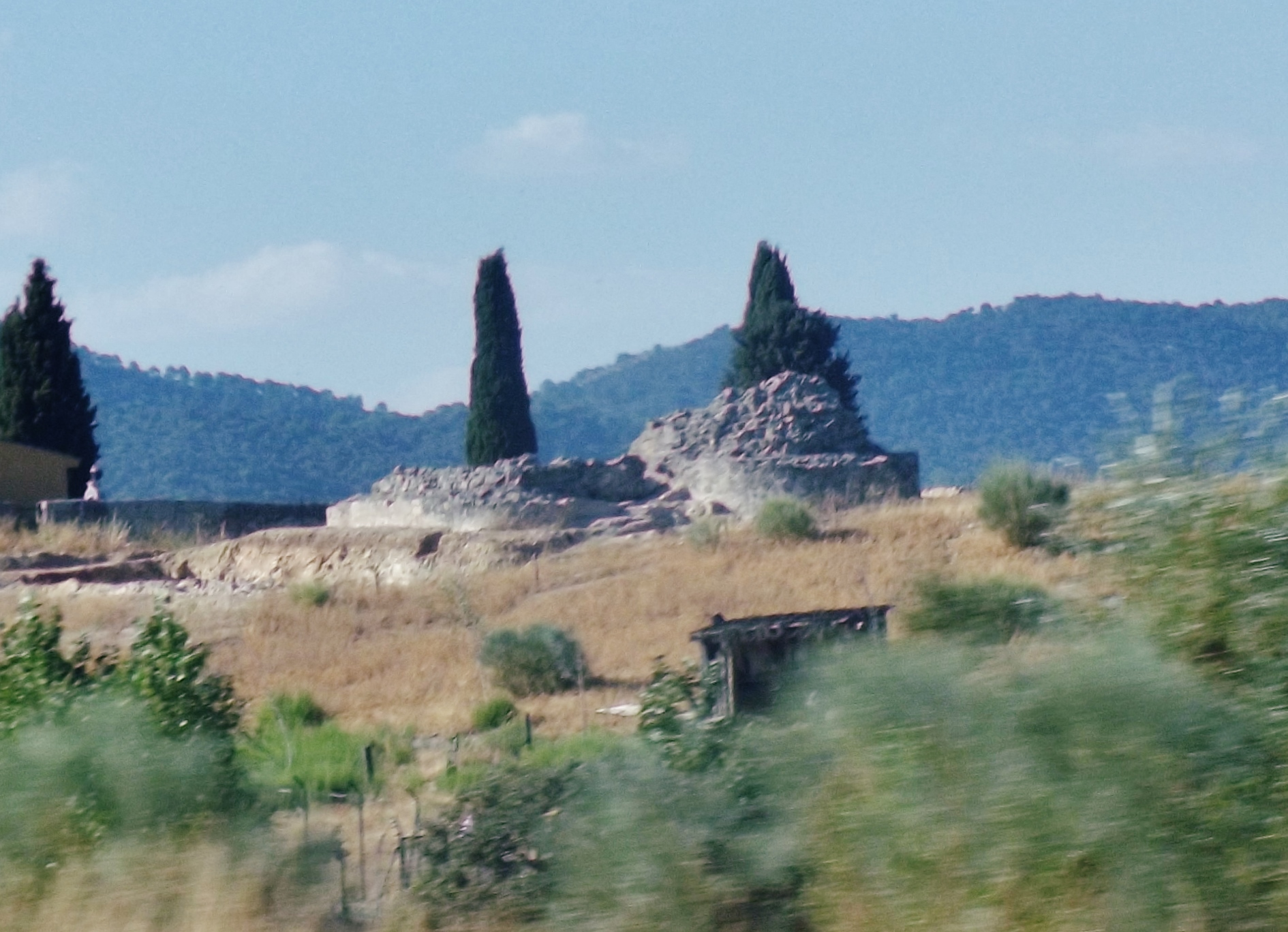
Burgruine
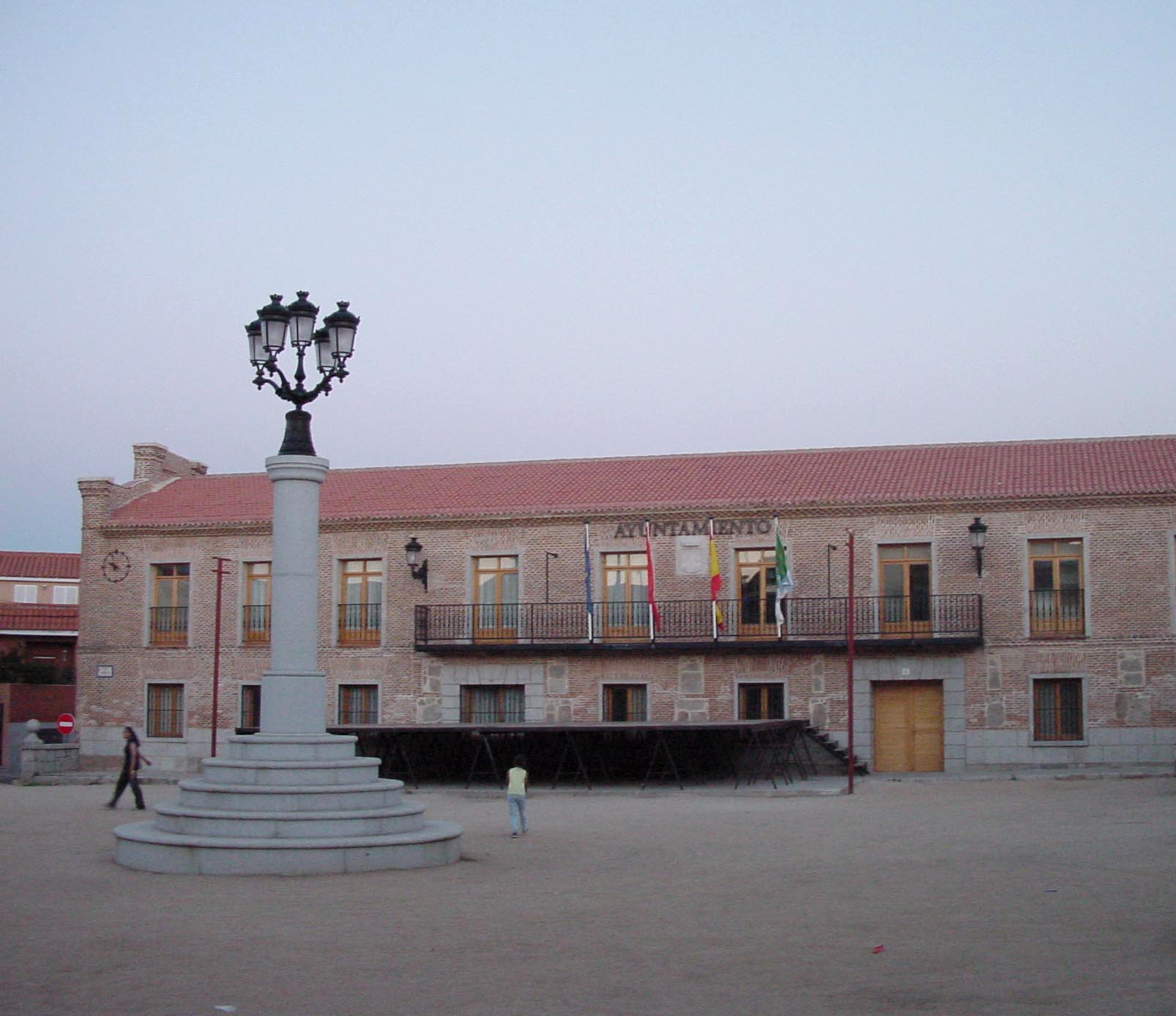
Rathaus
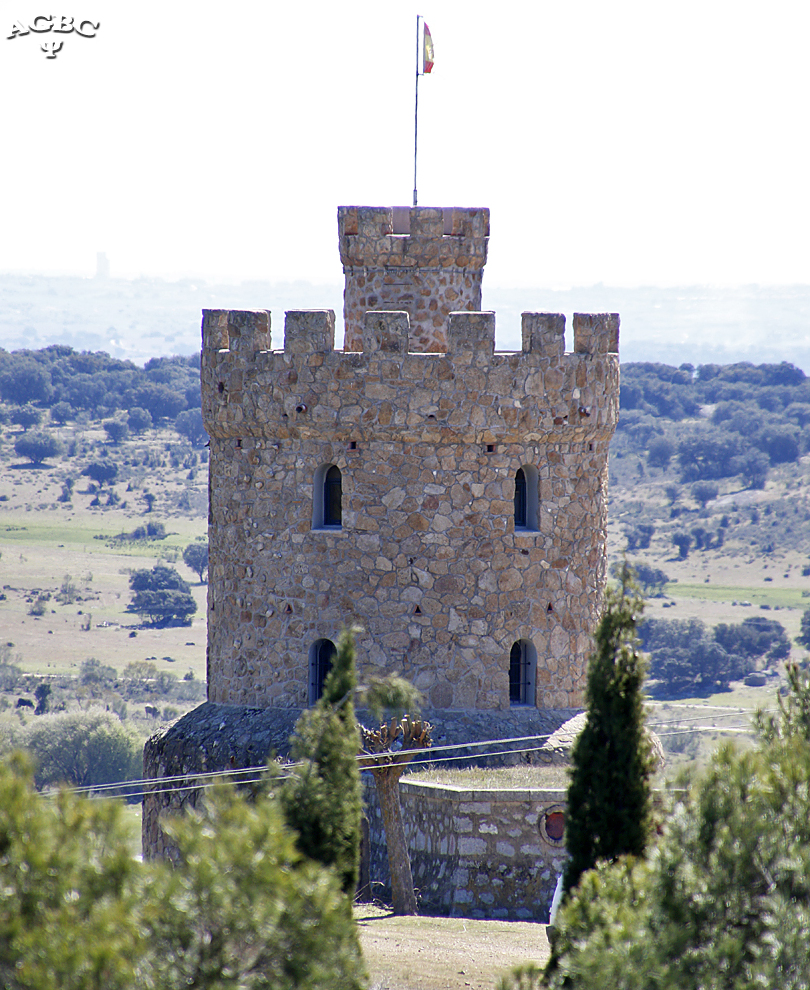
Ethnografisches Museum